# Гжмйонца (Любуське воєводство)
Гжмйонца (пол. Grzmiąca) — село в Польщі, у гміні Цибінка Слубицького повіту Любуського воєводства.
Населення — 441 особа (2011).
У 1975-1998 роках село належало до Зеленогурського воєводства.

## Демографія
Демографічна структура станом на 31 березня 2011 року:
|          | Загалом | Допрацездатний вік | Працездатний вік | Постпрацездатний вік |
| -------- | ------- | ------------------ | ---------------- | -------------------- |
| Чоловіки | 213     | 54                 | 143              | 16                   |
| Жінки    | 228     | 54                 | 138              | 36                   |
| Разом    | 441     | 108                | 281              | 52                   |